# Kubangjero
Kubangjero is een bestuurslaag in het regentschap Brebes van de provincie Midden-Java, Indonesië. Kubangjero telt 2170 inwoners (volkstelling 2010).